# Діяння архієпископів Гамбурзької церкви

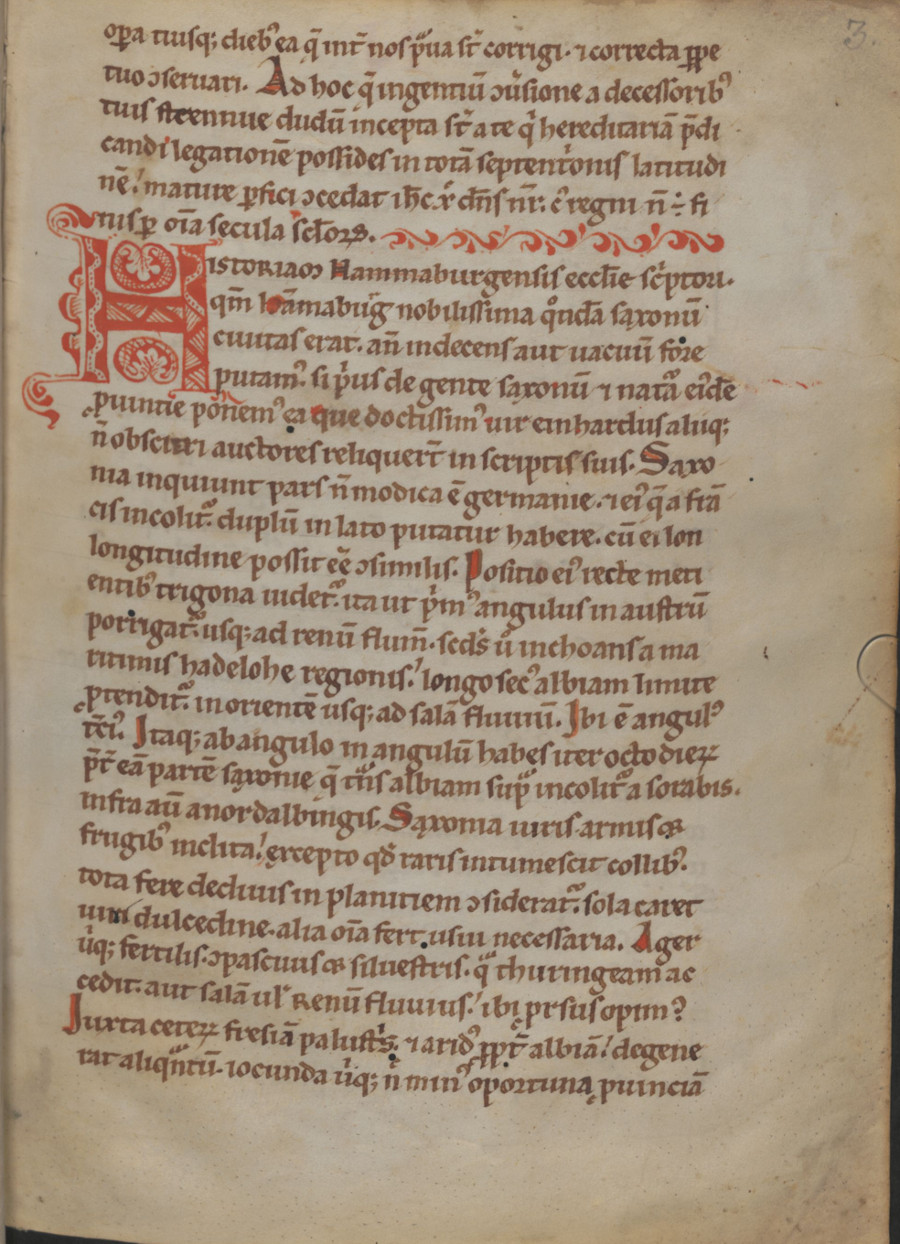
Початок Віденського рукопису

Діяння архієпископів Гамбурзької церкви (лат. Gesta Hammaburgensis ecclesiae pontificum) — середньовічна хроніка, написана каноніком Адамом Бременським між 1075 і 1080 роком. В ній описаний період з 789 року до 1072 року, коли помер архієпископ Адальберт Гамбург-Бременський.
Цей твір є одним з головних джерел з ранньої скандинавської і північно-німецькій історії та географії. Він включає в себе опис взаємин саксів, вендів і данів. Четверта книга описує географію Скандинавії, Балтійського регіону, Ісландії, Гренландії та Вінланду. Це найстаріша з відомих згадок про Північну Америку.

## Склад
Хроніка складається з чотирьох книг:
- Liber I
- Liber II
- Liber III
- Liber IV: Descriptio insularum aquilonis (Опис північних островів)
- M. Adami epilogus ad Liemarum episcopum

## Видання
- Адам Бременский. Деяния архиепископов гамбургской церкви // Адам Бременский, Гельмольд из Босау, Арнольд Любекский. Славянские хроники / Перев. И. В. Дьяконова и Л. В. Разумовской. — М.: СПСЛ; Русская панорама, 2011. — С. 7—150.
- Адам Бременский. Деяния архиепископов гамбургской церкви // Немецкие анналы и хроники X—XI столетий / Перев. И. В. Дьяконова и В. В. Рыбакова. — М.: Русский Фонд Содействия Образованию и Науке, 2012. — С. 297—449.